# Matthías Hallgrímsson
Matthías Hallgrímsson (ur. 12 grudnia 1946) – islandzki piłkarz, grający podczas kariery na pozycji napastnika. Jest wielokrotnym reprezentantem Islandii.

## Kariera klubowa
Karierę klubową rozpoczął w Akraness. Po kilku latach gry w tym klubie przeszedł do Valur Reykjavik. W tym klubie grał do końca kariery.

## Kariera reprezentacyjna
Hallgrímsson w reprezentacji Islandii zadebiutował 2 lipca 1968 w meczu towarzyskim z reprezentacją NRD. Pierwszego gola w reprezentacji strzelił 23 czerwca 1969 w wygranym 2:1 meczu towarzyskim z reprezentacją Bermudów. Ostatni mecz w reprezentacji Islandii rozegrał 21 września 1977 w eliminacjach do Mistrzostw Świata 1978 w przegranym 2:0 meczu z reprezentacją Irlandii Północnej.